# Jesse Draper
Jessica Cook Draper (5 januari 1986) is een Amerikaans actrice.

## Jeugdjaren
Draper is de dochter van Timothy C. Draper en Melissa Draper. Ze heeft drie broers en zussen, Billy, Adam en Eleanor. Haar tante, Polly Draper, is bedenker en producent van The Naked Brothers Band. Via Polly kwam Jesse in aanraking met televisie en sindsdien speelt ze in de films en televisieserie van The Naked Brothers Band. Verder heeft ze nog rollen gehad in enkele andere televisieseries.

## Filmografie

### The Naked Brothers Band
- The Naked Brothers Band: The Movie (2005)
- The Naked Brothers Band (2007-)
- The Naked Brothers Band: Battle of the Bands (2007)
- The Naked Brothers Band: Sidekicks (2008)
- The Naked Brothers Band: Polar Bears (2008)
- The Naked Brothers Band: Mystery Girl (2008)
- The Naked Brothers Band: Operation Mojo (2008)

### Ander
- Our Lady of Victory (2008)
- American Dreams (1 aflevering, 2005)
- Broken Promises: Taking Emily Back (1993)